# Radiotélétype
Le radiotélétype ou RTTY est un système de télécommunications dans lequel deux téléscripteurs (également appelés télétypes) communiquent par une liaison radio.

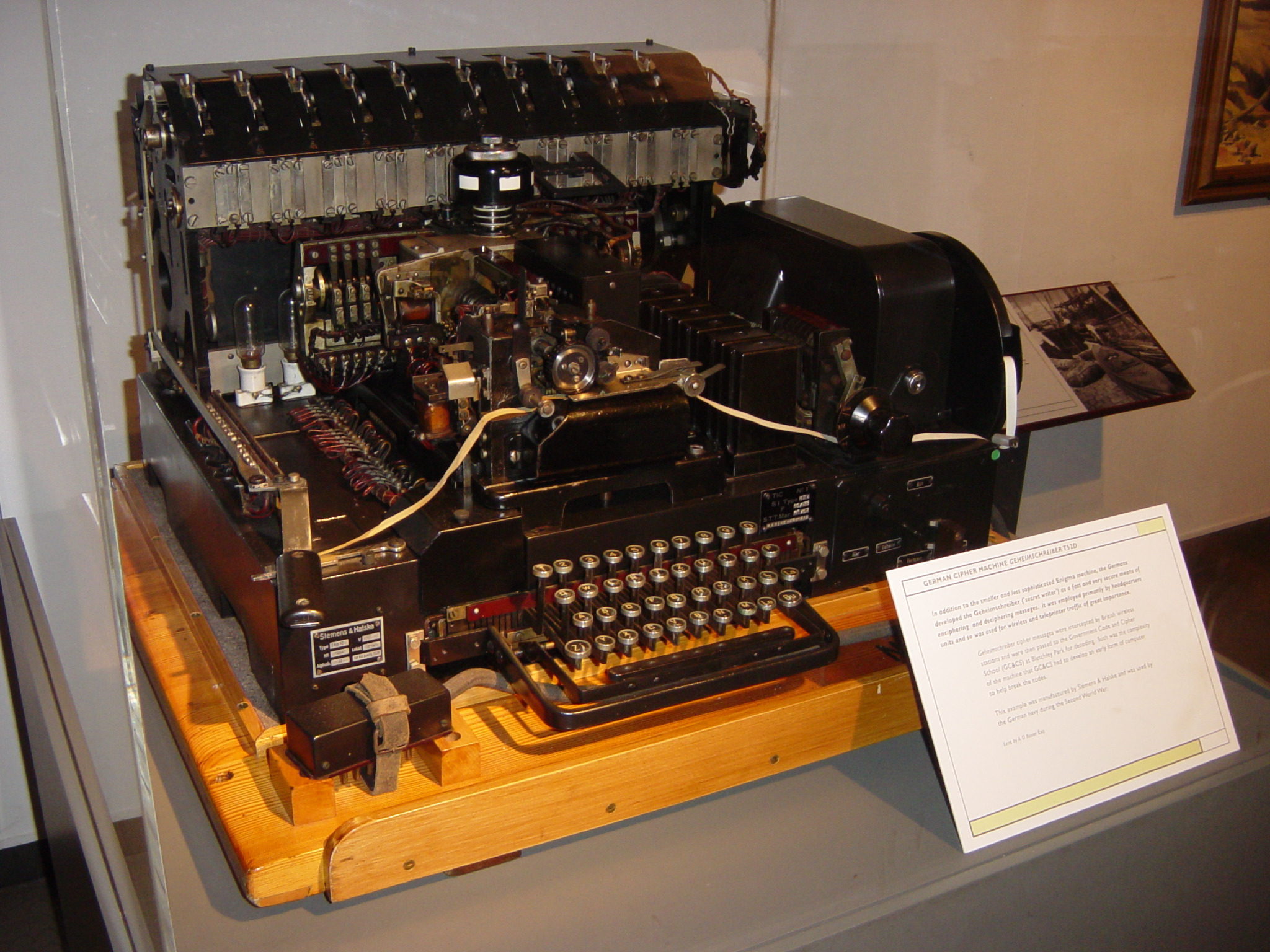
Machine de radiotélétype Siemens T52, datant de la Seconde Guerre mondiale.

## Principe de fonctionnement
Le RTTY utilise de nombreux modes de modulation, parmi lesquelles la modulation de fréquence discrète est la plus répandue.
Les caractères sont généralement codés sur 5 bits, selon le code Baudot, aussi appelé code CCITT n°2. Ce code est utilisé de façon asynchrone, avec des bits de start et de stop. Certains systèmes utilisent des codes CCITT n°2 sur 6 bits. Les systèmes modernes fonctionnent sur 7 ou 8 bits.
Par rapport aux modes de communication numériques modernes, le RTTY est extrêmement lent. Le débit typique d'une communication en RTTY est de 45 bauds, soit approximativement 60 mots par minute.
Cependant, la combinaison entre un bas débit et une modulation robuste font du RTTY une méthode de communication très résistante à la plupart des formes d'interférences radio. En ce sens, le RTTY n'est devancé que par le morse.

## Utilisateurs

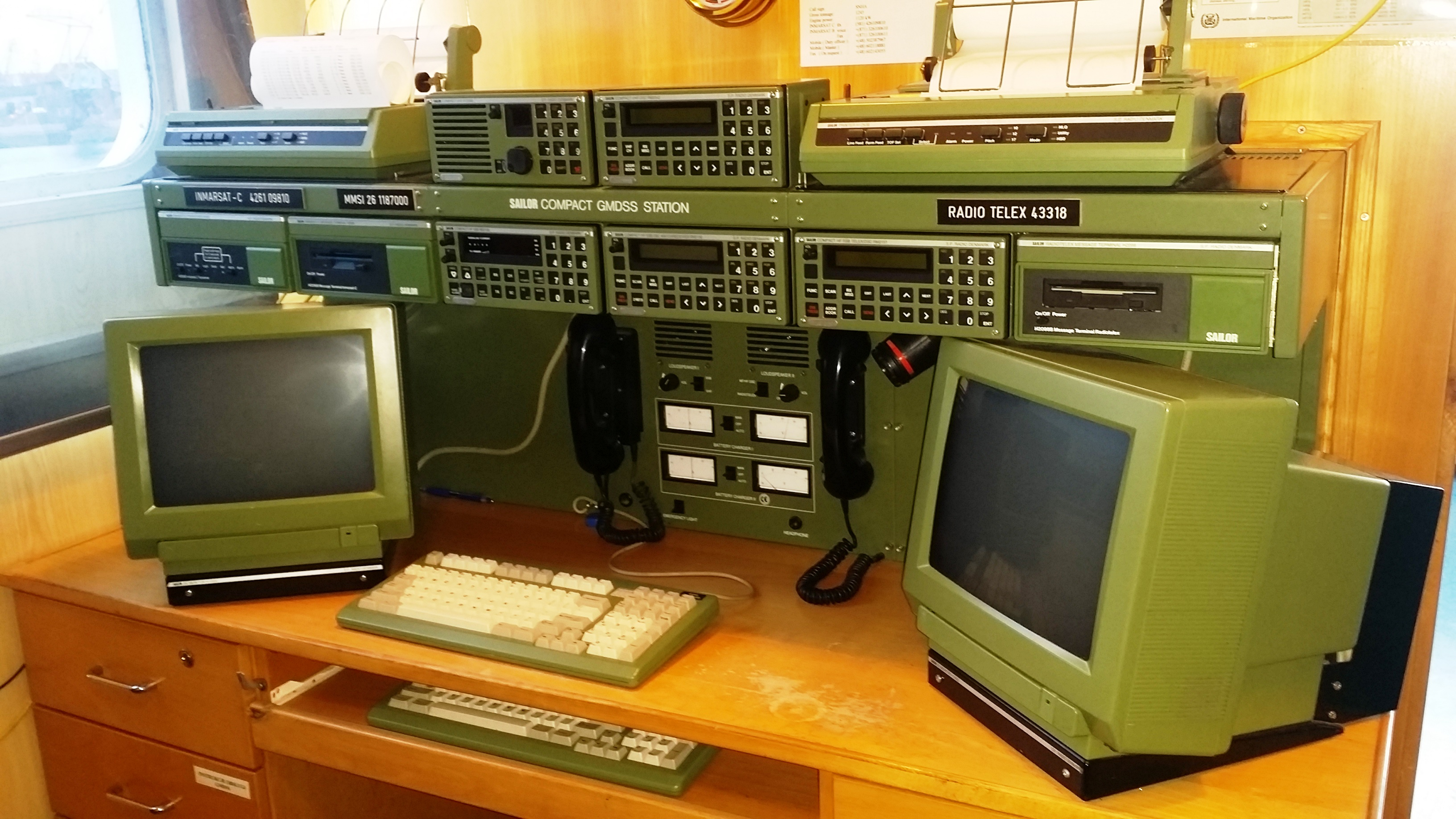
Dans un navire à droite machine de radiotélétype SMDSM Système Mondial de Détresse et de Sécurité en Mer.

Les principaux utilisateurs du RTTY sont les personnes qui ont besoin de liaisons robustes en ondes courtes :
- la marine, dans diverses régions du monde :
donc la fréquence internationale maritime : 2 174,5 kHz [1],[2] 
donc les fréquences HF internationales maritimes en radiotélex 4 177,5 kHz; 6 268 kHz;  8 376,5 kHz; 12 520 kHz; 16 695 kHz;
 (puis Saint-Lys radio avant la fermeture).
- des stations météorologiques, qui utilisent le code SYNOP pour diffuser mondialement, à intervalles réguliers leurs mesures[3].
- les armées, dans diverses régions du monde ;
- les diplomates, en particulier en Afrique et dans certaines régions d'Asie ;
- les radioamateurs.

- Émission en Radiotélétype par F8REF depuis la Maison des Radioamateurs à Tours.
 Tous les Samedis à 09h00 sur 3 590 kHz puis à 10h00 sur 7 036 kHz.

## Systèmes de transmission de données

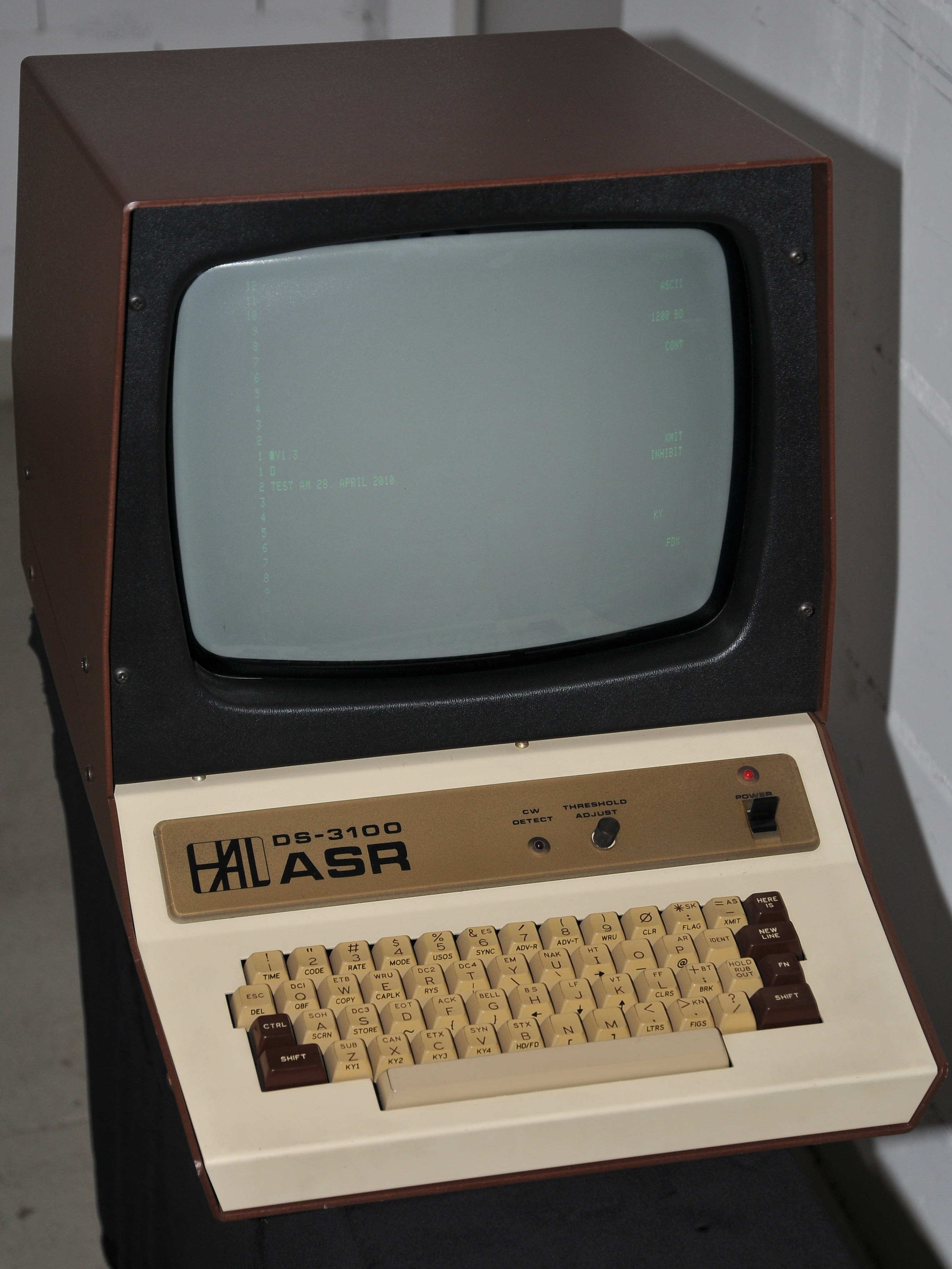
Terminal année 1980 radiotélétype/radiotélex

- Sailmail, un système commercial de courrier en ondes courtes
- SITOR, une variante du RTTY avec correction d'erreur
- PACTOR, une variante de SITOR, basé sur la notion de paquet
- Hellschreiber, un hybride entre le fax et le RTTY
- ACARS, utilisé par l'aviation commerciale (par paquets)
- Navtex, utilisé en navigation maritime
- PSK31 et PSK63
- CLOVER2000
- Q15X25, un système par paquets créé par des radioamateurs
- catégorie MFSK (multi-fréquences ou polytons), qui regroupe les transmissions de données utilisant plus de deux fréquences :
  - MT63, utilisé par des radioamateurs et le gouvernement américain
  - COQUELET
  - PICCOLO
  - Olivia MFSK